# Ersephila indistincta
Ersephila indistincta là một loài bướm đêm trong họ Geometridae.